# Dorchester Collection
Dorchester Collection (англ. коллекция Дорчестера) — сеть люксовых отелей в Европе и США, находящихся в полном или частичном владении Брунейского инвестиционного агентства и управляемых компанией Dorchester Group Limited со штаб-квартирой в Лондоне.

## Список отелей
По состоянию на 2021 год в сеть входит 10 отелей с уровнем комфорта «пять звёзд»:
- 45 Park Lane (Лондон, Великобритания)
- Coworth Park (Аскот, Великобритания)
- The Dorchester (Лондон, Великобритания)
- Hotel Eden (Рим, Италия Италия)
- Hotel Principe di Savoia (Милан, Италия)
- Hotel Bel-Air (Лос-Анджелес, США)
- The Beverly Hills Hotel (Беверли-Хиллз, США)
- Hôtel Plaza Athénée (Париж, Франция)
- Le Meurice (Париж, Франция)
- The Lana (Дубай, ОАЭ)

## История
Первые два отеля, которые в будущем войдут в гостиничную сеть, были приобретены султаном Брунея Хассаналом Болкиахом в 1987 году.

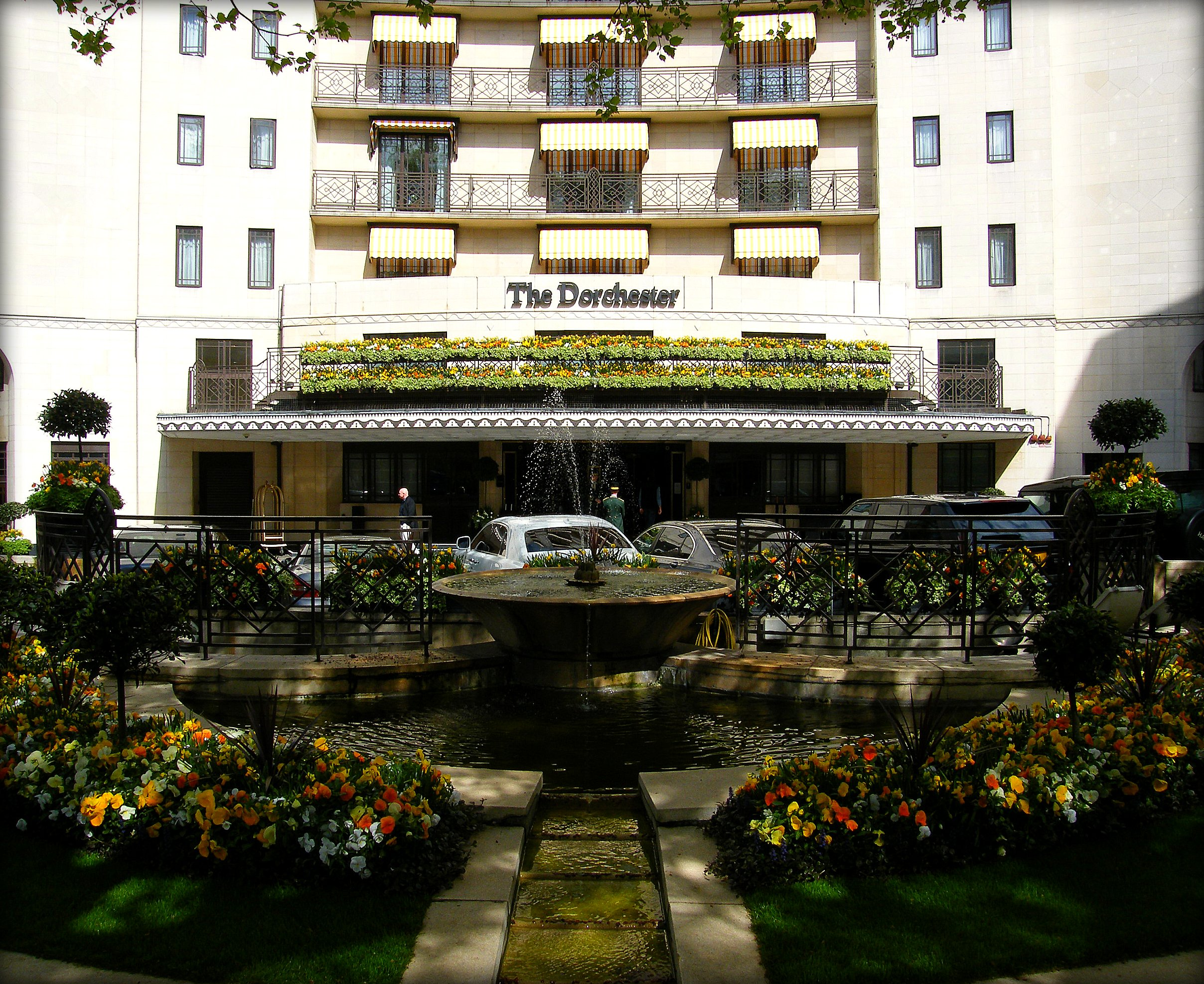
Отель The Dorchester, Лондон

В 1991 году права владения отелями переданы Брунейскому инвестиционному агентству. Для управления отелями, принадлежащими агентству, в 1996 году была основана дочерняя компания Audley Group, переименованная позже в Dorchester Group Ltd. со штаб-квартирой в Лондоне. Гостиничная сеть Dorchester Collection в управлении Dorchester Group Ltd. создана в 2006 году. Часть гостиниц полностью принадлежит Dorchester Group Ltd., часть — только частично и управляется от имени сторонних владельцев.

## Рестораны Dorchester Collection
- Alain Ducasse и China Tang в отеле The Dorchester
- Alain Ducasse в отеле Plaza Athénée
- Alain Ducasse в отеле Le Meurice
- La Terrazza в отеле Eden
- Wolfgang Puck в отеле Bel-Air
- Polo Lounge в отеле the Beverly Hills
- Coworth Park в одноимённом отеле
- CUT в отеле 45 Park Lane
- Acanto в отеле Principe di Savoia

## Призывы к бойкоту
В 2014 году в связи с введением в Брунее норм шариата, в частности побиения камнями за аборты, супружеские измены и гомосексуальные контакты, появилось международное движение, призывающее бойкотировать предприятия и организации, связанные с султаном Брунея и, в частности, отели Dorchester Collection.